# 太田水穂
太田 水穂（おおた みずほ、1876年(明治9年)12月9日 - 1955年(昭和30年)1月1日）は、明治期から昭和期の日本の歌人・国文学者。本名は太田貞一、別号・みづほのや。歌人・太田青丘は養子。

## 生涯
長野県東筑摩郡広丘村（現・塩尻市）に、太田億五郎の三男として生まれる。太田家は太田道灌の一族との伝がある。幼少から父より孝経の素読や百人一首の和歌を教えられる。
広丘高等小学校（現・塩尻市立広丘小学校）卒業後、長野県師範学校（現・信州大学教育学部）に進学。教師には高橋白山、浅井洌、高島平三郎がいた。在学中に詩歌に興味を持ち、文芸雑誌「文学界」に新体詩の投稿を始め、信濃毎日新聞に「和歌日抄」を掲載する。同級生に島木赤彦、伊藤長七がいる。1898年（明治31年）に卒業後、東筑摩郡山辺尋常高等小学校訓導を経て、和田村尋常高等小学校校長に赴任する。この頃、窪田空穂と親交を持つようになり、空穂らと和歌同好会「この花会」を結成。1902年（明治35年）歌集『つゆ艸』を発表。1903年（明治36年）、松本高等女学校（現・長野県松本蟻ヶ崎高等学校）に転任。1905年（明治38年）には久保田柿人（赤彦）との合同歌集「山上湖上」を刊行。1906年（明治39年）、文部省主催の日露戦争戦跡見学団に加わり、全国の教育団体とともに満洲・朝鮮を旅行する。1907年（明治40年）には信濃毎日新聞の歌壇選者となる。
1908年（明治41年）、女学校を辞して上京。四谷霞ヶ丘町を経て西大久保に転居し、吉江喬松、日高只一と同居する。日本歯科医専（現・日本歯科大学）の倫理科教授となる。1909年（明治42年）、原町に転居し、同郷で「この花会」会員であった有賀みつ（四賀光子）と結婚。妻みつは会津高等女学校（現・福島県立葵高等学校）に勤務していたため、翌年まで別居していた。この頃、親族の太田喜志子が寄宿しており、水穂宅を訪れた若山牧水と知り合い、後に結婚することとなった。牧水との親交は深く、1913年（大正2年）の第二期『創作』発刊に助力した。
1915年（大正4年）歌誌『潮音』を創刊、主宰となる。この際に牧水の助力を受けた。歌論や古典研究にも力を注いだ。1916年（大正5年）、養嗣子に兄・嘉曾次の三男・兵三郎を迎えた。後の歌人で漢文学者の太田青丘である。この頃から名古屋新聞選歌を担当。1920年（大正9年）阿部次郎、安倍能成、幸田露伴、小宮豊隆、和辻哲郎などと「芭蕉研究会」を結成。『潮音』内で連歌を流行させるなど、松尾芭蕉の文芸を短歌の世界に取り込んだ。これを批判した斎藤茂吉との間に「病雁論争」が起こり激しい対立を招いた。
1934年（昭和9年）神奈川県鎌倉市扇ガ谷に「杳々山荘」を構える。以後はここを中心に創作活動を行い、「古事記」「万葉集」などの古典研究に傾倒し始める。1939年（昭和14年）一家で鎌倉に移住。1940年（昭和15年）、名誉会員として所属していた「大日本歌人協会」の解散勧告を斎藤瀏、吉植庄亮と連名で出す。以後は大政翼賛へとなだれ込み、「愛国百人一首」の選歌を担当するなど戦争協力に向かう。1945年（昭和20年）故郷に疎開。1948年（昭和28年）、日本芸術院会員に選ばれる。1951年（昭和26年）には歌会始召人となった。
1955年（昭和30年）死去。享年79。墓所は北鎌倉の東慶寺。法号は潮音院杳荘水穂居士。

## 著書
- つゆ艸（1902年）
- 山上（1905年）
- 『新訳伊勢物語』博信堂　1912
- 『紀記歌集講義 附・紀記万葉以外の上代の歌』洛陽堂　1922
- 雲鳥　歌集（1922年）
- 『紀記歌集講義 附・上代歌謡解』共立社　1926
- 『芭蕉俳諧の根本問題』岩波書店　1926　のち名著刊行会
- 『和歌俳諧の諸問題』共立社　1926
- 『冬菜 歌集』共立社　1927
- 『万葉百首選評釈』主婦之友社　1928
- 『芭蕉連句の根本解説』岩波書店　1930　のち名著刊行会
- 『日本和歌読本』立命館出版部　1933
- 鷺鵜　歌集（1933年）
- 『現代歌論歌話叢書 第2 (太田水穂篇)』改造社　1935
- 『神々の夜明 古事記の地上展開』人文書院　1940
- 『新選太田水穂集』新潮社　新潮文庫 1940
- 『螺鈿 歌集』人文書院　1940
- 『和歌上達の書』人文書院　1941
- 『太田水穂選歌集並に批評』京都印書館　1944
- 『古事記の開顯 神々の夜明』人文書院 1944
- 『流鶯　歌集』晃文社　1947
- 『和歌史話』京都印書館　1947
- 『花鳥余論』講談社　1948
- 『風雅秘帖』人文書院　1948
- 『日本和歌史論 中世篇』岩波書店　1949
- 『日本和歌史論 上代篇』岩波書店　1954
- 『老蘇の森 歌文集』潮音社　1955
- 『太田水穂全集』全10巻 太田五郎等編　近藤書店　1957-59
- 『太田水穂全歌集』太田青丘編　短歌新聞社　1984

## 共編著
- 『刈萱集 潮音歌選』潮音社　1925
- 『初ざくら 潮音歌選』潮音社　1928
- 『錦木 潮音第四歌選』潮音社　1935
- 『和歌評釈選集 第3巻　新古今集名歌評釈』四賀光子共著 非凡閣　1935
- 『銀河 潮音第五選歌』潮音社　1939
- 『かちどき』選　古今書院　1943
- 『寒梅集』潮音社　1948
- 『双飛燕 歌集』四賀光子合著　長谷川書房　1952